# Strathclyde Country Park
Strathclyde Country Park est un Country Park (en) situé dans le Lanarkshire. De nombreuses compétitions d'aviron y ont eu lieu  notamment les Championnats du monde d'aviron 1996. Les épreuves du triathlon des Jeux du Commonwealth de 2014 y ont également eu lieu. 